# CF Găgăuzia
CF Găgăuzia is een Moldavische voetbalclub uit Comrat in de regio Gagaoezië.
De club is de opvolger van Bugeac Comrat dat tussen 1991 en 1996 speelde. In 1996 werd de club opgericht als Universitate Comrat en in 2003 hernoemd in USC Găgăuzia Comrat. In 2009 werd de naam CF Găgăuzia aangenomen. Na nog enkele naamsveranderingen werd de naam in 2023 gewijzigd in Univer Comrat.
Burgeac speelde al op het hoogste niveau en won in 1992 de Beker van Moldavië. In 2000 promoveerde Universitate van de Divizia B Zuid naar de Divizia A. In 2010 promoveerde Găgăuzia voor het eerst naar het hoogste niveau. In 2011 kreeg de club geen licentie een degradeerde weer naar de Divizia A.

## Bekende (oud-)spelers
- Serghei Aleksandrov
- Alexei Scala

FC Fălești ·
Iskra Rîbnița · 
Olimp Comrat · 
FC Saksan ·
Sheriff 2 ·
Drochia ·
Nisporeni ·
FC Stăuceni ·
FCM Ungheni ·
Univer Comrat ·
Victoria ·
Vulturii